# Lijst van schepen van de United States Navy (K)
Deze lijst geeft een overzicht van schepen die ooit in dienst zijn geweest bij de United States Navy waarvan de naam begint met een K.

## K
- USS K-1 (SS-32)
- USS K-2 (SS-33)
- USS K-3 (SS-34)
- USS K-4 (SS-35)
- USS K-5 (SS-36)
- USS K-6 (SS-37)
- USS K-7 (SS-38)
- USS K-8 (SS-39)
- USS K. I. Luckenbach (1917)

## Ka
- USS Kabout (YTB-221)
- USS Kadasahan Bay (CVE-76)
- USS Kailua (IX-71)
- USS Kaiser Wilhelm II (ID 3004)
- USS Kaiserin Auguste Victoria (1905)
- USS Kaita Bay (CVE-78)
- USS Kajeruna (SP-389)
- USS Kalamazoo (1863, AOR-6)
- USS Kalinin Bay (CVE-68)
- USS Kalispell (YTB-784)
- USS Kalk (DD-170, DD-611)
- USS Kalmia (1863, AT-23, ATA-184)
- USS Kaloli (AOG-13)
- USS Kamehameha (SSBN-642)
- USS Kamesit (1919)
- USS Kamishak (AVP-44)
- USS Kanaka (YT-151)
- USS Kanalku Bay (CVE-77)
- USS Kanawha (1861, 1896, AO-1, AO-196)
- USS Kanawha II (SP-130)
- USS Kane (APD-18, AGS-27)
- USS Kane County (LST-853)
- USS Kangaroo (SP-1284, IX-121)
- USS Kanised (SP-439)
- USS Kankakee (AO-39)
- USS Kansas (1863, BB-21)
- USS Kansas City (CA-128, AOR-3)
- USS Kapvik (YO-155)
- USS Karibou (SP-200)
- USS Karin (AF-33)
- USS Karnes (APA-175)
- USS Kasaan Bay (CVE-69)
- USS Kaskaskia (AO-27)
- USS Kasota (YTB-222)
- USS Katahdin (1861, 1893)
- USS Kate (1864)
- USS Katherine (SP-715)
- USS Katherine K. (SP-220)
- USS Katherine W. Cullen (1903)
- USS Kathrich II (SP-148)
- USS Katie (SP-660)
- USS Katlian (YN-48)
- USS Katrina (SP-1144)
- USS Katrina Luckenbach (1918)
- USS Katydid (SP-95)
- USS Kauffman (FFG-59)
- USS Kaukauna (YTM-749)
- USS Kaula (AG-33)
- USS Kaweah (AO-15)
- USS Kawishiwi (AO-146)

## Ke
- USS Kearny (DD-432)
- USS Kearsarge (1861, BB-5, CV-12, CV-33, LHD-3)
- USS Keats (DE-278)
- USS Keith (DE-241)
- USS Kellar (AGS-25)
- USS Kelso (PC-1170)
- USS Kemah (SP-415)
- USS Kemper County (LST-854)
- USS Kempthorne (DE-279)
- USS Kendall C. Campbell (DE-443)
- USS Kendrick (DD-612)
- USS Kenmore (AP-162)
- USS Kennebago (AO-81)
- USS Kennebec (1861, AO-36)
- USS Kennedy (DD-306)
- USS Kennesaw (YTB-255)
- USS Kenneth D. Bailey (DD-713)
- USS Kenneth L. McNeal (SP-333)
- USS Kenneth M. Willett (DE-354)
- USS Kenneth Whiting (AV-14)
- USS Kennison (DD-138)
- USS Kenosha (AK-190)
- USS Kensington (1861, 1862)
- USS Kent (AP-28)
- USS Kent County (LST-855)
- USS Kent Island (AG-78)
- USS Kenton (APA-122)
- USS Kentuckian (SP-1544)
- USS Kentucky (1862, BB-6, BB-66, SSBN-737)
- USS Kenwood (1863, IX-179)
- USS Keokuk (1862, CMC-6, YTB-771)
- USS Keosanqua (AT-38, ATA-198)
- USS Kephart (DE-207/APD-61)
- USS Keppler (DD-765)
- USS Keresan (1912)
- USS Keresaspa (1903)
- USS Kerkenna (1900)
- USS Kerlew (1906)
- USS Kermanshah (1910)
- USS Kermit Roosevelt (ARG-16)
- USS Kermoor (1907)
- USS Kern (AOG-2)
- USS Kerowlee (1901)
- USS Kerrville (PC-597)
- USS Kershaw (LPA-176)
- USS Kerstin (AF-34)
- USS Kerwood (1911)
- USS Keshena (YN-37)
- USS Kestrel (AMC-5, AMCU-26)
- USS Kestrel II (SP-529)
- USS Kete (SS-369)
- USS Kewaunee (PC-1178, YTM-752)
- USS Kewaydin (AT-24)
- USS Keweenaw (CVE-44)
- USS Key (DE-348)
- USS Key West (1862, PF-17, SSN-722)
- USS Keyport (YF-885)
- USS Keystone State (1853, ACS-1)
- USS Keywadin (1869, ATA-213)

## Kh-Ki
- USS Khedive (CVE-39)
- USS Khirirat (PF-108)
- USS Kiamichi (AOG-73)
- USS Kiasutha (YT-463)
- USS Kickapoo (1864)
- USS Kidd (DD-661, DDG-993, DDG-100)
- USS Kidder (DD-319)
- USS Kilauea (AE-26)
- USS Killarney (SP-219)
- USS Killdeer (AMC-21)
- USS Killen (DD-593)
- USS Killerig (1918)
- R/V Kilo Moana (AGOR-26) (Operated by the Universiteit van Hawaï)
- USS Kilty (DD-137)
- USS Kimberly (DD-80, DD-521)
- USS Kineo (1861, AT-39)
- USS King (DD-242, DDG-41)
- USS King County (LST-857)
- USS King Philip (1845)
- USS Kingbird (AMC-56, MSC-194)
- USS Kingfish (SS-234)
- USS Kingfisher (1861, SP-76, MHC-56)
- USS Kingman (APB-47)
- USS Kingsbury (LPA-177)
- USS Kingsmill (DE-280)
- USS Kingsport (T-AG 164)
- USS Kingsport Victory (T-AK-239)
- USS Kinkaid (DD-965)
- USS Kinsman (1854)
- USS Kinzer (APD-91)
- USS Kiowa (SP-711, SP-1842, ATF-72)
- USS Kirk (FF-1087)
- USS Kirkpatrick (DER-318)
- USS Kirwin (APD-90)
- USS Kishwaukee (AOG-9)
- USS Kiska (AE-35)
- USS Kite (AM-75, MSCO-22)
- USS Kitkun Bay (CVE-71)
- USS Kittanning (YTB-787)
- USS Kittatinny (1861)
- USS Kittaton (YTB-406)
- USS Kittery (AK-2, PC-1201)
- USS Kittiwake (ASR-13)
- USS Kittson (APA-123)
- USS Kitty Hawk (APV-1, CV-63)

## Kl-Ko
- USS Klakring (FFG-42)
- USS Klamath (1865)
- USS Klaskanine (AOG-63)
- USS Kleinsmith (DE-376, APD-134)
- USS Klickitat (AOG-64)
- USS Kline (APD-120)
- USS Klondike (AR-22)
- USS Knapp (DD-653)
- USS Knave (AM-256)
- USS Knickerbocker (SP-479)
- USS Knight (DD-633)
- RV Knorr (AGOR-15) (Operated by Woods Hole Oceanographic Institution)
- USS Knox (APA-46, FF-1052)
- USS Knox Victory (AGM-7)
- USS Knoxville (PF-64)
- USS Knudson (LPR-101)
- USS Kochab (AKS-6)
- USS Kodiak (LSM-161, YF-866)
- USS Koelsch (FF-1049)
- USS Kohi (YAG-27)
- USS Koiner (DE-331)
- USS Koka (1865, AT-31, ATA-185)
- USS Koningen Der Nederlanden (1911)
- USS Kopara (AK-62)
- USS Kosciusko (1858)

## Kr-Ky
- USS Kraken (SS-370)
- USS Kretchmer (DER-329)
- USS Krishna (ARL-38)
- USS Kroonland (SP-1541)
- USS Kukui (1917)
- USS Kula Gulf (CVE-108)
- USS Kumigan (SP-97)
- USS Kuwana II (SP-594)
- USS Kwajalein (CVE-98)
- USS Kwasind (SP-1233)
- USS Kyne (DE-744)

A · B · C · D · E · F · G · H · I · J · K · L · M · N · O · P · Q · R · S · T · U · V · W · X · Y · Z